# Le cronache di Narnia (serie televisiva)
Le cronache di Narnia (The Chronicles of Narnia) è una serie televisiva britannico-statunitense andata in onda in prima visione assoluta sulla rete televisiva britannica BBC One dal 13 novembre 1988 al 23 dicembre 1990.
La serie è la trasposizione televisiva di quattro dei sette romanzi dell'omonima saga dello scrittore C. S. Lewis, per l'esattezza segue le vicende presenti ne Il leone, la strega e l'armadio, Il principe Caspian, Il viaggio del veliero e La sedia d'argento.
La serie è stata adattata anche in lingua italiana e distribuita in formato DVD.

## Trama

### Prima stagione
Durante il periodo della seconda guerra mondiale i fratelli Peter, Susan, Edmund e Lucy Pevensie vengono mandati a vivere in campagna nella casa di un loro lontano parente, il professore Digory Kirke. Qui un giorno trovano per caso in un armadio un passaggio per un altro mondo, popolato da animali parlanti, fauni, nani e altre creature leggendarie.
In questo mondo di nome Narnia regna in modo tirannico la malvagia Strega Bianca, a causa della cui magia è sempre inverno ma mai Natale. La Strega teme una profezia che afferma che due "figli di Adamo" e due "figlie di Eva" porteranno a termine la sua vita e saranno quindi incoronati re e regine di Narnia. Una volta appreso che quattro bambini sono arrivati da un altro mondo cercherà in tutti i modi di catturarli e ucciderli per evitare che la profezia si avveri, ma i ragazzi verranno protetti da vari personaggi, tra cui il leone Aslan, il creatore delle terre di Narnia.

### Seconda stagione

#### Il principe Caspian
Dopo essere ritornati nel nostro mondo i quattro fratelli Pevensie trascorrono una vita normale e tranquilla, finché un giorno, mentre sono in stazione ad aspettare un treno, vengono attratti da una forza misteriosa nel mondo di Narnia, ritrovandosi in un castello diroccato, che dopo un po' riescono a riconoscere come Cair Paravel. Dopo aver incontrato e salvato due nani, scoprono che è passato molto tempo rispetto alla loro prima visita a Narnia, e che ora tutte le creature magiche vengono catturate e imprigionate dalle armate del re Miraz, usurpatore del trono di Narnia. Per cercare di conquistare definitivamente il regno, il re è disposto ad usare qualsiasi mezzo, anche ad uccidere il legittimo erede al trono, il principe Caspian, che per proteggere il suo regno raduna una grande armata segreta di creature magiche, alla quale si uniranno anche i bambini Pevensie.

#### Il viaggio del veliero
Edmund e Lucy, gli unici due ragazzi Pevensie che ancora possono entrare nel mondo di Narnia, vengono invitati a casa del loro odioso cugino Eustachio Scrubb, dove improvvisamente vengono risucchiati tutti e tre all'interno di un quadro che raffigura una nave molto somigliante ad una di quelle di Narnia. Ritrovatisi a bordo della nave, Edmund e Lucy rincontrano il principe Caspian ormai diventato adulto, che gli spiega di essere alla ricerca di sette persone, amici di suo padre, e che per trovarle dovrà intraprendere un lungo viaggio che lo porterà ad attraccare su diverse isole e navigare attraverso le burrascose acque di Narnia.

### Terza stagione
Eustachio e la sua amica Jill Pole frequentano una scuola in cui gli alunni non devono seguire alcuna regola, per questo spesso sono costretti a subire maltrattamenti ed atti di bullismo. Un giorno, mentre stanno scappando da alcuni di questi bulli, oltrepassano una porta misteriosa e si ritrovano improvvisamente nel Regno di Aslan. I due non sono però più assieme: Eustachio rischia di cadere da una scogliera, ma viene salvato dal soffio di Aslan, mentre Jill si ritrova proprio davanti al leone parlante, che gli affida il compito di salvare il principe Rilian, il figlio di Caspian. Aslan spiega a Jill che Rilian è scomparso una decina di anni prima e che tutte le ricerche per ritrovarlo sono state interrotte, pensando che il principe fosse ormai morto, ma che in realtà è prigioniero della malvagia Strega dalla Veste Verde. Dopo la spiegazione il leone, con uno dei suoi respiri, spedisce la ragazza a Cair Paravel dove si trova Eustachio, e i due iniziano dunque la spedizione per salvare Rilian, aiutati anche dal paludrone Pozzanghera. Nel mentre Caspian, ormai anziano, parte per un viaggio tra le terre che ha visitato da giovane, con la speranza di incontrare Aslan a cui vuole chiedere consiglio sul futuro re di Narnia.

## Episodi
| Stagione                                     | Episodi | Prima TV USA |
| -------------------------------------------- | ------- | ------------ |
| Il leone, la strega e l'armadio              | 6       | 1988         |
| Il principe Caspian e Il viaggio del veliero | 6       | 1989         |
| La sedia d'argento                           | 6       | 1990         |

## Personaggi e interpreti
- Peter Pevensie (stagioni 1-2), interpretato da Richard Dempsey, doppiato da Tommaso Gatto.
- Susan Pevensie (stagioni 1-2), interpretata da Sophie Cook, doppiata da Germana Longo.
- Edmund Pevensie (stagioni 1-2), interpretato da Jonathan R. Scott, doppiato da Jacopo Bonanni.
- Lucy Pevensie (stagioni 1-2), interpretata da Sophie Wilcox, doppiata da Ilaria Giorgino.
- Aslan (stagioni 1-3), interpretato da Ailsa Berk, William Todd-Jones e Timothy D. Rose, doppiato in originale da Ronald Pickup e doppiato in italiano da Roberto Draghetti.
- Strega Bianca (stagione 1), interpretata da Barbara Kellerman, doppiata da Alessandra Korompay.
- signori Castoro (stagione 1), interpretati da Kerry Shale e Lesley Nicol.
- Ginaarbrik (stagione 1), interpretato da Big Mick.
- Maugrim (stagione 1), interpretato da Martin Stone.
- satiri di Aslan (stagione 1), interpretati da Keith Hodiak e Garfield Brown.
- professor Digory Kirke  (stagione 1), interpretato da Michael Aldridge.
- signor Tumnus (stagioni 1 e 3), interpretato da Jeffrey Perry.
- Megere (stagione 1), interpretate da Irene Marot e Kairen Kemp.
- gigante (stagione 1), interpretato da Ken Kitson.
- Peter adulto (stagione 1), interpretato da Christopher Bramwell.
- Susan adulta (stagione 1), interpretata da Suzanne Debney.
- Edmund adulto (stagione 1), interpretato da Charles Ponting.
- Lucy adulta (stagione 1), interpretata da Juliet Waley.
- signora Macready (stagione 1), interpretata da Maureen Morris.
- Eustachio Scrubb (stagioni 2-3), interpretato da David Thwaites.
- principe Caspian (stagioni 2-3), interpretato da Jean-Marc Perret da giovane, da Samuel West da adulto e da Geoffrey Russell da anziano.
- Ripicì (stagioni 2-3), interpretato da Warwick Davis.
- dottor Cornelius (stagioni 2-3), interpretato da Henry Woolf.
- re Miraz (stagione 2), interpretato da Robert Lang.
- Trufflehunter (stagione 2), interpretato da Julie Peters e doppiato in originale da Joanna David.
- Nikabrik (stagione 2), interpretato da George Claydon.
- Trumpkin (stagioni 2-3), interpretato da Big Mick.
- Lord Bern (stagione 2), interpretato da Pavel Douglas.
- Pug (stagione 2), interpretato da Marcus Eyre.
- Tacks (stagione 2), interpretato da Roger McKern.
- Grumpus (stagione 2), interpretato da John Quarmby.
- regina Prunaprismia (stagione 2), interpretata da Angela Barlow.
- Ramandu (stagione 2), interpretato da Geoffrey Bayldon.
- Lord Glozelle (stagione 2), interpretato da Joe McGann.
- Lord Sopespin (stagione 2), interpretato da Rory Edwards.
- guardiano del cancello (stagione 2), interpretato da Jared Morgan.
- capitano Drinian (stagioni 2-3), interpretato da John Hallam (stagione 2) e da Roy Boyd (stagione 3).
- Rhince (stagione 2), interpretato da Guy Fithen.
- Rynelf (stagione 2), interpretato da Neale McGrath.
- Lord Rhoop (stagione 2), interpretato da Christopher Godwin.
- Lilliandil (stagione 2), interpretata da Gabrielle Anwar.
- leader dei Dufflepud (stagione 2), interpretato da Jack Purvis.
- Dufflepud (stagione 2), interpretata da Kenny Baker.
- Jill Pole (stagione 3), interpretata da Camilla Power.
- Pozzanghera (stagione 3), interpretato da Tom Baker.
- Strega dalla Veste Verde (stagione 3), interpretata da Barbara Kellerman.
- principe Rilian (stagione 3), interpretato da Richard Henders.
- Glimfeather (stagione 3), interpretato da Warwick Davis.
- regina dei giganti (stagione 3), interpretata da Lesley Nicol.
- re dei giganti (stagione 3), interpretato da Stephen Reynolds.
- Golg (stagione 3), interpretato da Jack Purvis.
- gigante bambinaia (stagione 3), interpretata da Patsy Byrne.
- gigante facchino (stagione 3), interpretato da Nick Brimble.
- guardiano (stagione 3), interpretato da Bill Wallis.